# Chelisoches ater
Chelisoches ater – gatunek skorka z rodziny Chelisochidae.

## Taksonomia
Gatunek ten opisany został w 1879 roku przez A. Dubrony'ego.

## Opis
Ciało u obu płci długości od 17 do 23 mm, czarne, błyszczące. Głowa zaokrąglona, o potylicy lekko wgłębionej. Czułki o pierwszym członie krótszym lub zbliżonym do odległości między ich nasadami, drugim poprzecznym, a reszcie cylindrycznej. Przedplecze o brzegach bocznych prostych, z tyłu rozszerzonych; tylnych kątach nieco zaokrąglonych; z podłużną bruzdą środkową na prozonie. Pokrywy krótsze niż odwłok. Tergity odwłoka punktowane, o równoległych bokach. Tylna krawędź pygidium z dwoma zębami bocznymi. Przydatki odwłokowe (cęgi) samca z ostrą krawędzią grzbietową; silnie trójkątne w poprzecznym przekroju; u wierzchołka z zębem. Cęgi samicy proste i ścięte.

## Rozprzestrzenienie
Gatunek endemiczny dla Australii, znany z północnej części kontynentu.